# Чахорово (Мазовецьке воєводство)
Чахорово (пол. Czachorowo) — село в Польщі, у гміні Ґоздово Серпецького повіту Мазовецького воєводства.
Населення — 73 особи (2011).
У 1975-1998 роках село належало до Плоцького воєводства.

## Демографія
Демографічна структура станом на 31 березня 2011 року:
|          | Загалом | Допрацездатний вік | Працездатний вік | Постпрацездатний вік |
| -------- | ------- | ------------------ | ---------------- | -------------------- |
| Чоловіки | 38      | 12                 | 18               | 8                    |
| Жінки    | 35      | 13                 | 13               | 9                    |
| Разом    | 73      | 25                 | 31               | 17                   |